# Il ritorno dei Vedovi Neri
Il ritorno de Vedovi Neri (The Return of the Black Widowers) è una raccolta di racconti gialli scritti da Isaac Asimov, sesto volume del ciclo dei Vedovi Neri, pubblicata per la prima volta nel novembre 2003.
Il volume, compilato e pubblicato postumo a cura di Charles Ardai per gli editori Carroll & Graf, raccoglie sei racconti inediti di Asimov ed altri dieci racconti già apparsi in altre raccolte del ciclo dei Vedovi Neri. Preceduto da un'introduzione di Harlan Ellison, il volume contiene anche un omaggio ad Asimov di William Brittain, un racconto apocrifo dei Vedovi Neri scritto da Charles Ardai, ed una conclusione, di Asimov, tratta da Io, Asimov (I, Asimov).

## Contenuto
- Introduzione, di Harlan Ellison
- La risatina avida (da I racconti dei Vedovi Neri)
- Domenica mattina presto (da I racconti dei Vedovi Neri)
- Il fattore ovvio (da I racconti dei Vedovi Neri)
- La gemma di ferro (da Largo ai Vedovi Neri o Dodici casi per i Vedovi Neri)
- Al più nudo (da Il club dei Vedovi Neri)
- Milioni di trilioni (da I banchetti dei Vedovi Neri)
- La casa sbagliata (da I banchetti dei Vedovi Neri)
- La rossa (da I banchetti dei Vedovi Neri)
- Triplo diavolo (da Gli enigmi dei Vedovi Neri)
- Gli uomini che leggono Isaac Asimov, di William Brittain
- Verso nord-ovest (inedito)
- Sì, ma perché (inedito)
- Perduto nella curvatura spaziale (inedito)
- La polizia alla porta (inedito)
- La capanna stregata (inedito)
- L'ospite dell'ospite (inedito)
- La signora del bar (da I banchetti dei Vedovi Neri)
- L'ultimo racconto, di Charles Ardai
- Conclusione (da Io, Asimov)

## Edizioni
- Isaac Asimov, The Return of the Black Widowers, Carroll & Graf Publishers, New York, 2003.